# Tomoyuki Katabira
Tomoyuki Katabira (født 10. november 1993) er en japansk fodboldspiller.
Han har spillet for flere forskellige klubber i sin karriere, herunder YSCC Yokohama.